# 79. nordlige breddekreds
Den 79. nordlige breddekreds (eller 79 grader nordlig bredde) er en breddekreds, der ligger 79 grader nord for ækvator. Den løber gennem Atlanterhavet, Europa, Asien, Ishavet og Nordamerika.